# كرموز

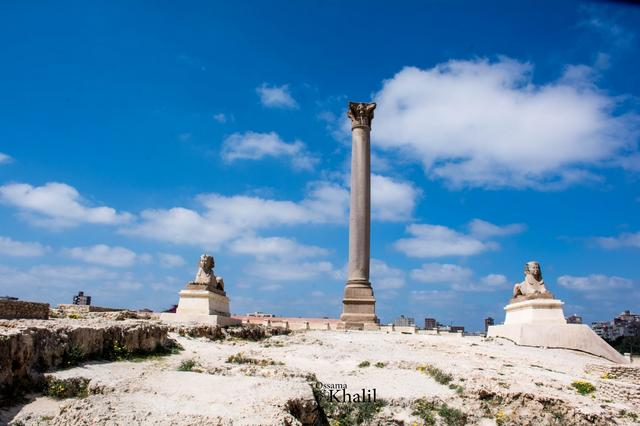
عامود السواري بمنطقة كرموز بالإسكندرية

منطقة كرموز تعتبر أقدم مناطق مدينة الإسكندرية وهي اصل المدينة نفسها وهي مكان قرية « راكوتيس » القديمة..
تقع كرموز وسط مدينة الإسكندرية وهي منطقة شعبية وبها عدة معالم سياحية اهما« عمود السواري
» مكان تل معبد السرابيوم القديم الذي انشيء خلال العصر الرومانى حوالى عام 292 م احتفالا بقدوم دقلديانوس مصر..
كما يوجد بها «مقابر كوم الشقافة» الأثرية وترجع أيضا للعصر الرومانى بالمدينة..
يوجد في كرموز الآن سوق من أهم أسواق المدينة وهو سوق «الساعة» حيث يكثر هناك محلات بيع الاقمشة والمفروشات والملابس النسائية.. كما تضم أكبر وأقدم مقبرة للمسلمين في الإسكندرية هي مقابر العمود.
هناك اختلاف في الاراء حول تسمية منطقة «كرموز» بهذا الاسم المشتق من «كرموس» الاسم الاصلى للمنطقة وهو كما يتضح اسم يونانى.. وربما ترجع هذه التسمية نسبة إلى فاكهة «التين» حيث كانت زراعتها منتشرة في هذه المنطقة حتى منطقة «رأس التين» حاليا..
يحد كرموز جنوبا بحيرة مريوط ومن ناحية الشرق حى«محرم بك» المتلاصق معها ويحدها من الشمال حى «اللبان» و«العطارين»
يحتوى حى كرموز على عدة مناطق اهما..« منطقة غيط العنب » و«كوم الشقافة» و«جبل ناعسة» و«الكارة» و«باب سدرة»